# Archytas damippus
Archytas damippus là một loài ruồi trong họ Tachinidae.